# Escola de Barbiana
L'Escola de Barbiana és una escola experimental fundada i dirigida per Lorenzo Milani del 1954 al 1967 al poblat de Barbiana dins el municipi de Vicchio perdut entre les muntanyes del Mugello, a 45 km de Florència.
Aquesta experiència educativa innovadora provocà un agre debat sobre la innovació pedagògica a la dècada de 1960. Principalment arran de la publicació de Carta a una mestra d'escola, que va iniciar un forta polèmica sobre l'escola obligatòria de l'època. Aquest llibre fou redactat col·lectivament per vuit antics alumnes de Barbiana sota la direcció (però sense la intervenció directa) de Milani.